# Lyrkeia
Lyrkeia (in greco Λυρκεία?) è un ex comune della Grecia nella periferia del Peloponneso di 2 901 abitanti secondo i dati del censimento 2001.
È stato soppresso a seguito della riforma amministrativa detta Programma Callicrate in vigore dal gennaio 2011 ed è ora compreso nel comune di Argo-Mykines.